# San Martín de Trevejo
San Martín de Trevejo (Sa Martín de Trebellu en la Fala de Xàlima) és un municipi de la Vall de Xàlima a la província de Càceres, a la comunitat autònoma d'Extremadura (Espanya).